# Max Reinhart (Wappenmaler)
Max Reinhart (* 23. März 1924 in Schalding rechts der Donau; † 1. Juni 2016) war ein deutscher Wappenmaler, Grafiker und Heraldiker.

## Leben
Max Reinhart wurde als Sohn des Schreiners Max Reinhart und der Maria Freytag geboren. Er legte während des Zweiten Weltkriegs ein Notabitur ab und wurde 1942 zum Kriegsdienst einberufen. Nach Rückkehr aus sowjetischer Gefangenschaft 1946 holte er sein Abitur nach und studierte zwei Jahre an der Philosophisch-Theologischen Hochschule Passau. Er brach das Studium ab und absolvierte nach einem Volontariat bei der Druckerei Passavia in Passau zwischen 1948 und 1950 eine Lehre, die er mit der Gehilfenprüfung abschloss. 1950 übernahm er in dem Betrieb die Atelierleitung und war in dieser Funktion für die grafische und typografische Gestaltung von Büchern, Plakaten und Festschriften verantwortlich.
Als Heraldiker war Reinhart 25 Jahre lang freier Mitarbeiter der Generaldirektion der Staatlichen Archive Bayerns. Er schuf in dieser Zeit mehr als 300 Entwürfe für bayerische Kommunalwappen. Zudem illustrierte er die acht Bände von Klemens Stadlers Standardwerk Deutsche Wappen.
Reinhart war 1949 Gründungsmitglied des Kunstvereins Passau und ab 1972 Mitglied des Vereins Herold.